# ایوا اولگرن
ایوا اولگرن (به انگلیسی: Ava Ohlgren) (زادهٔ ۳۱ ژانویهٔ ۱۹۸۸) شناگر اهل ایالات متحده آمریکا است.